# Населення Монако
Населення Монако. Чисельність населення країни 2015 року становила 37,7 тис. осіб (218-те місце у світі). За даними ООН мігранти становлять 55 % населення країни. Чисельність монегасків стабільно збільшується, народжуваність 2015 року становила 6,65 % (224-те місце у світі), смертність — 9,24 % (63-тє місце у світі), природний приріст — 0,12 % (187-ме місце у світі) . 

## Природний рух

### Відтворення
Народжуваність у Монако, станом на 2015 рік, дорівнює 6,65 % (224-те місце у світі). Коефіцієнт потенційної народжуваності 2015 року становив 1,52 дитини на одну жінку (193-тє місце у світі).
Смертність у Монако 2015 року становила 9,24 % (63-тє місце у світі).
Природний приріст населення в країні 2015 року становив 0,12 % (187-ме місце у світі).

### Вікова структура

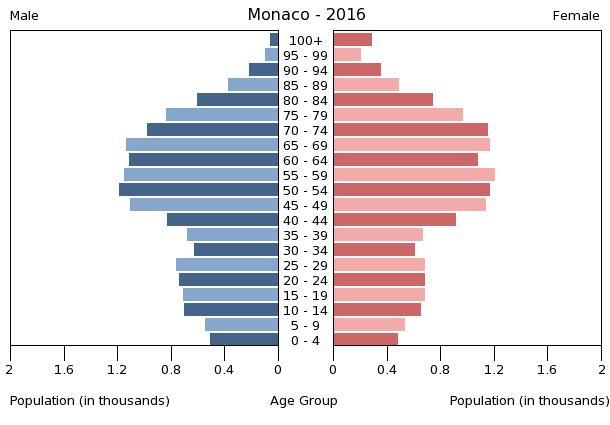
Віково-статева піраміда населення Монако, 2016 рік

Середній вік населення Монако становить 52,4 року (1-ше місце у світі): для чоловіків — 51,1, для жінок — 53,7 року. Очікувана середня тривалість життя 2015 року становила 89,52 року (1-ше місце у світі), для чоловіків — 85,63 року, для жінок — 93,58 року.
Вікова структура населення Монако, станом на 2015 рік, має такий вигляд:
- діти віком до 14 років — 11,41 % (1793 чоловіка, 1691 жінки);
- молодь віком 15—24 роки — 9,03 % (1420 чоловіків, 1337 жінок);
- дорослі віком 25—54 роки — 34,47 % (5239 чоловіків, 5286 жінок);
- особи передпохилого віку (55—64 роки) — 14,71 % (2255 чоловіків, 2238 жінок);
- особи похилого віку (65 років і старіші) — 30,37 % (4146 чоловіків, 5129 жінок)[1].

## Розселення
Густота населення країни 2015 року становила 25322,8 особи/км² (2-ге місце у світі). Найбільш густонаселена країна світу, усе її населення розміщується на площі у 200 га.

### Урбанізація
Монако надзвичайно урбанізована країна. Рівень урбанізованості становить 100 % населення країни (станом на 2015 рік), темпи зростання частки міського населення — 0,79 % (оцінка тренду за 2010—2015 роки).
Головні міста держави: Монако (столиця) — 38,0 тис. осіб (дані за 2014 рік).

### Міграції
Річний рівень імміграції 2015 року становив 3,83 % (35-те місце у світі). Цей показник не враховує різниці між законними і незаконними мігрантами, між біженцями, трудовими мігрантами та іншими.

## Расово-етнічний склад
| Етнічний склад (2015 рік) | Етнічний склад (2015 рік) | Етнічний склад (2015 рік) | Етнічний склад (2015 рік) | Етнічний склад (2015 рік) |
| ------------------------- | ------------------------- | ------------------------- | ------------------------- | ------------------------- |
| Етнос:                    |                           |                           | Відсоток:                 |                           |
| французи                  | французи                  |                           | 47%                       | 47%                       |
| монегаски                 | монегаски                 |                           | 16%                       | 16%                       |
| італійці                  | італійці                  |                           | 16%                       | 16%                       |
| інші                      | інші                      |                           | 21%                       | 21%                       |

Головні етноси країни: французи — 47 %, монегаски — 16 %, італійці — 16 %, інші — 21 % населення.

## Мови
| Мови Монако (2015 рік) | Мови Монако (2015 рік) | Мови Монако (2015 рік) | Мови Монако (2015 рік) | Мови Монако (2015 рік) |
| ---------------------- | ---------------------- | ---------------------- | ---------------------- | ---------------------- |
| Мова:                  |                        |                        | Відсоток:              |                        |
| французька             | французька             |                        | %                      | %                      |
| англійська             | англійська             |                        | %                      | %                      |
| італійська             | італійська             |                        | %                      | %                      |
| монегаська             | монегаська             |                        | %                      | %                      |

Офіційна мова: французька. Інші поширені мови: англійська, італійська, монегаська (діалект лігурійської). Монако, як член Ради Європи, не підписало Європейську хартію регіональних мов.

## Релігії
| Релігії в Монако (2016 рік) | Релігії в Монако (2016 рік) | Релігії в Монако (2016 рік) | Релігії в Монако (2016 рік) | Релігії в Монако (2016 рік) |
| --------------------------- | --------------------------- | --------------------------- | --------------------------- | --------------------------- |
| Віросповідання:             |                             |                             | Відсоток:                   |                             |
| католики                    | католики                    |                             | 90%                         | 90%                         |
| інші                        | інші                        |                             | 10%                         | 10%                         |

Головні релігії й вірування, які сповідує, і конфесії та церковні організації, до яких відносить себе населення країни: римо-католицтво — 90 % (державна релігія), інші — 10 % (станом на 2015 рік). Згідно з конституцією католицизм є офіційною релігією; у той же час, проголошена свобода віросповідання.

## Освіта
Рівень письменності 2015 року становив 99 % дорослого населення (віком від 15 років): 99 % — серед чоловіків, 99 % — серед жінок.
Державні витрати на освіту становлять 1 % ВВП країни, станом на 2014 рік (169-те місце у світі).

## Охорона здоров'я
Забезпеченість лікарями в країні на рівні 7,17 лікаря на 1000 мешканців (станом на 2012 рік). Забезпеченість лікарняними ліжками в стаціонарах — 13,8 ліжка на 1000 мешканців (станом на 2012 рік). Загальні витрати на охорону здоров'я 2014 року становили 4,3 % ВВП країни (155-те місце у світі).
Смертність немовлят до 1 року, станом на 2015 рік, становила 1,82 % (224-те місце у світі); хлопчиків — 2,06 %, дівчаток — 1,57 %.

### Захворювання
Кількість хворих на СНІД невідома, дані про відсоток інфікованого населення в репродуктивному віці 15—49 років відсутні. Дані про кількість смертей від цієї хвороби за 2014 рік відсутні.

### Санітарія
Доступ до облаштованих джерел питної води 2015 року мало 100 % населення країни. Відсоток забезпеченості населення доступом до облаштованого водовідведення (каналізація, септик): в містах — 100 %, загалом по країні — 100 % (станом на 2015 рік).

## Соціально-економічне становище
Дані про відсоток населення країни, що перебуває за межею бідності, відсутні. Дані про розподіл доходів домогосподарств у країні відсутні.
Станом на 2016 рік, уся країна була електрифікована, усе населення країни мало доступ до електромереж. Рівень проникнення інтернет-технологій надзвичайно високий. Станом на липень 2015 року в країні налічувалось 35 тис. унікальних інтернет-користувачів (199-те місце у світі), що становило 93,4 % загальної кількості населення країни.

### Трудові ресурси
Загальні трудові ресурси 2012 року становили 52,0 тис. осіб, включно з усіма іноземними працівниками (191-ше місце у світі). Зайнятість економічно активного населення у господарстві країни розподіляється таким чином: аграрне, лісове і рибне господарства — 0 %; промисловість і будівництво — 16,1 %; сфера послуг — 83,9 % (станом на 2012 рік). Безробіття 2012 року дорівнювало 2 % працездатного населення (12-те місце у світі).

## Кримінал

### Торгівля людьми
Згідно зі щорічною доповіддю про торгівлю людьми (англ. Trafficking in Persons Report) Управління з моніторингу та боротьби з торгівлею людьми Державного департаменту США, уряд Монако докладає значних зусиль в боротьбі з явищем примусової праці, сексуальної експлуатації, незаконною торгівлею внутрішніми органами, але законодавство відповідає мінімальним вимогам американського закону 2000 року щодо захисту жертв (англ. Trafficking Victims Protection Act’s) не в повній мірі, країна знаходиться у списку другого рівня.

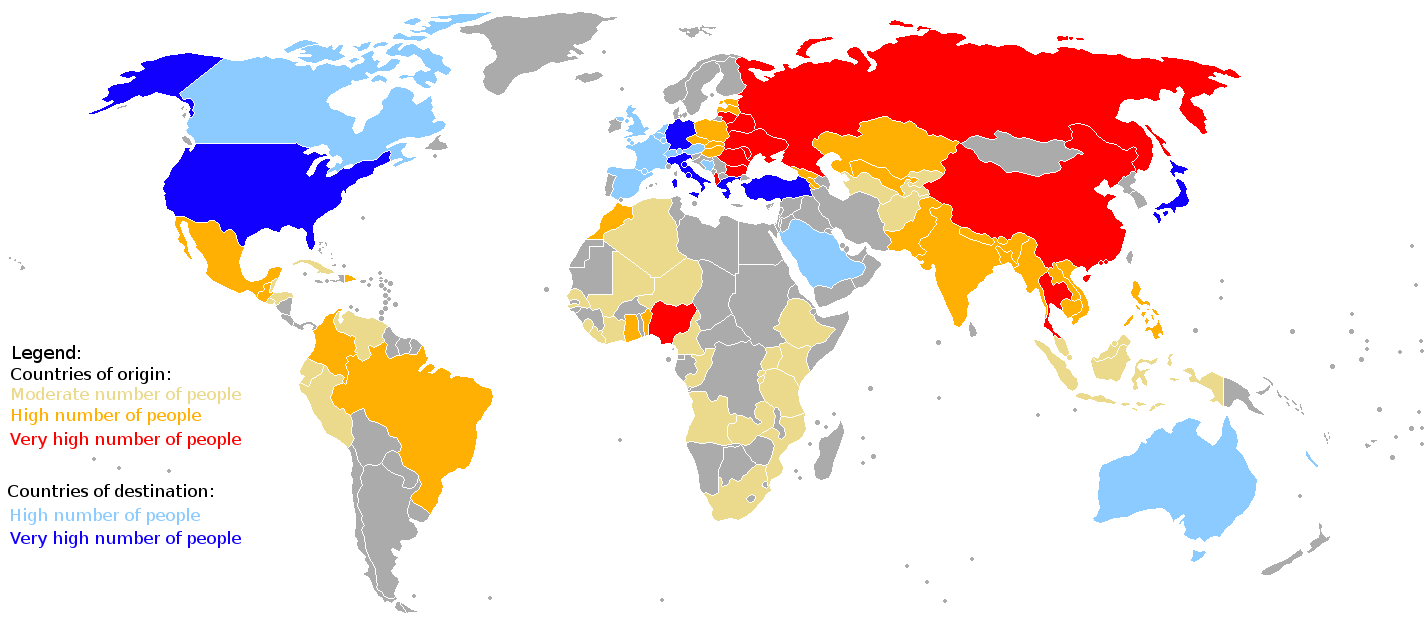
Країни-донори (червоний) і країни-реципієнти кримінальних потоків  (англ.)
Глобальна боротьба з торгівлею людьми (англ.)

## Гендерний стан
Статеве співвідношення (оцінка 2015 року):
- при народженні — 1,04 особи чоловічої статі на 1 особу жіночої;
- у віці до 14 років — 1,06 особи чоловічої статі на 1 особу жіночої;
- у віці 15—24 років — 1,06 особи чоловічої статі на 1 особу жіночої;
- у віці 25—54 років — 0,99 особи чоловічої статі на 1 особу жіночої;
- у віці 55—64 років — 1,01 особи чоловічої статі на 1 особу жіночої;
- у віці за 64 роки — 0,81 особи чоловічої статі на 1 особу жіночої;
- загалом — 0,95 особи чоловічої статі на 1 особу жіночої[1].

## Демографічні дослідження
Демографічні дослідження в країні ведуться рядом державних і наукових установ:

### Українською
- Атлас. 10—11 клас. Економічна і соціальна географія світу / упорядники:  О. Я. Скуратович, Н. І. Чанцева. — К. : ДНВП «Картографія», 2010. — ISBN 978-966-475-639-3.
- Атлас світу / голов. ред. І. С. Руденко; зав. ред. В. В. Радченко ; відп. ред. О. В. Вакуленко. — К. : ДНВП «Картографія», 2005. — 336 с. — ISBN 9666315467.
- Безуглий В. В. Економічна і соціальна географія зарубіжних країн: Навчальний посібник. — К. : ВЦ «Академія», 2007. — 704 с. — ISBN 978-966-580-239-6.
- Безуглий В. В., Козинець С. В. Регіональна економічна і соціальна географія світу: Навчальний посібник. — видання 2-ге, доп., перероб. — К. : ВЦ «Академія», 2007. — 688 с. — ISBN 966-580-144-9.
- Гудзеляк І. І. Географія населення: Навчальний посібник / І. Гудзеляк. — Л. : Видавничий центр ЛНУ імені Івана Франка, 2008. — 232 с. — ISBN 978-966-613-599-8.
- Дахно І. І. Країни світу: Енциклопедичний довідник / І. І. Дахно, С. М. Тимофієв. — К. : Мапа, 2011. — 606 с. — (Бібліотека нового українця) — ISBN 978-966-8804-23-6.
- Дахно І. І. Економічна географія зарубіжних країн : навчальний посібник. — К. : Центр учбової літератури, 2014. — 319 с. — ISBN 978-611-01-0682-5.
- Джаман В. О. Регіональні системи розселення: демографічні аспекти. — Чернівці : Рута, 2003. — 392 с. — ISBN 9665685988.
- Дорошенко Л. С. Демографія: Навчальний посібник. — К. : МАУП, 2005. — 112 с. — ISBN 966-608-442-2.
- Дубович І. А. Країнознавчий словник-довідник. — 5-те вид., перероб. і доп. — К. : Знання, 2008. — 839 с. — ISBN 978-966-346-330-8.
- Економічна і соціальна географія країн світу. Навчальний посібник / За ред. Кузика С. П. — Л. : Світ, 2002. — 672 с. — ISBN 966-603-178-7.
- Загальна медична географія світу / В. О. Шевченко та ін. — К. : [б.в.], 1998. — 178 с.
- Крисаченко В. С. Динаміка населення: Популяційні, етнічні та глобальні виміри. — К. : Видавництво Національного інституту стратегічних досліджень, 2005. — 368 с. — ISBN 966-554-083-1.
- Любіцева О. О., Мезенцев К. В., Павлов С. В. Географія релігій. — К. : АртЕК, 1999. — 504 с. — ISBN 966-505-006-0.
- Масляк П. О. Країнознавство. — К. : Знання, 2007. — 292 с. — (Вища освіта XXI століття)
- Масляк П. О., Дахно І. І. Економічна і соціальна географія світу / П. О. Масляк, І. І. Дахно ; за ред. П. О. Масляка. — К. : Вежа, 2003. — 280 с. — ISBN 966-7091-53-8.

### Російською
- Монако // Демографический энциклопедический словарь / главн. ред. Валентей Д. И. — М. : Советская энциклопедия, 1985. — 608 с.
- Монако // Страны и народы. Зарубежная Европа. Западная Европа / Редкол.: В. П. Максаковский (отв. ред.) и др. — М. : «Мысль», 1979. — 381 с. — (Страны и народы) — 180 тис. прим. (рос.)
- Атлас народов мира / Отв. ред. С. И. Брук и В. С. Апенченко. — М. : ГУГК ГГК СССР и Институт этнографии им. Н. Н. Миклухо-Маклая АН СССР, 1964. — 185 с. — 20 тис. прим. (рос.)
- Численность и расселение народов мира. Этнографические очерки / под ред. С. И. Брука. — М. : Издательство АН СССР, 1962. — 487 с. (рос.)
- Лаппо Г. М. География городов: Учебное пособие для географических факультетов вузов. — М. : Туманит, изд. центр ВЛАДОС, 1997. — 476 с. — ISBN 5-691-00047-0. (рос.)
- Урланис Б. Ц. Рост населения в Европе (опыт исчисления). — М. : ОГИЗ-Госполитиздат, 1941. — 436 с. (рос.)
- {Ягельский А. География населения. — М. : Прогресс, 1980. — 383 с. (рос.)